# كوكبان (مدينة حجة)

تعديل مصدري - تعديل

كوكبان هي إحدى قرى عزلة قدم بمديرية مدينة حجة التابعة لمحافظة حجة، بلغ تعداد سكانها 321 نسمة حسب تعداد اليمن لعام 2004.